# Oxyrrhynchium ovatum
Oxyrrhynchium ovatum är en bladmossart som beskrevs av Jules Cardot och Potier de la Varde 1924. Oxyrrhynchium ovatum ingår i släktet Oxyrrhynchium och familjen Brachytheciaceae. Inga underarter finns listade i Catalogue of Life.